# 15570 von Wolff
15570 von Wolff eller 2000 GT60 är en asteroid i huvudbältet som upptäcktes den 5 april 2000 av LINEAR i Socorro County, New Mexico. Den är uppkallad efter Max von Wolff.
Asteroiden har en diameter på ungefär 9 kilometer.